# کامیل فیشباخ
کامیل فیشباخ (انگلیسی: Camille Fischbach؛ ۲۰ آوریل ۱۹۳۲ – ۱۹ مارس ۲۰۲۰) بازیکن فوتبال اهل فرانسه بود.
از باشگاه‌هایی که در آن بازی کرده‌است می‌توان به باشگاه فوتبال زاربروکن، باشگاه فوتبال المپیک مارسی، و باشگاه فوتبال متس اشاره کرد.